# Балканът пее и разказва
„Балканът пее и разказва“ е фолклорен празник на балканските градове Елена, Дряново, Котел, Трявна, Твърдица и Гурково.
Първият празник се организира в гр. Елена на Неювската поляна в бившето село Неювци (днес около ул. „Неювци“ в Елена) на 20 и 21 юни 1974 г. Оттогава се провежда на ротационен принцип в някой от 6-те града.